# Гронас, Михаил Беньяминович
Михаил Беньяминович Гро́нас (род. 1970, Ташкент) — российский и американский поэт и литературовед.

## Биография
В 1992 году окончил филологический факультет Московского государственного университета, в 2000 году — аспирантуру кафедры славистики Университета Южной Калифорнии (Лос-Анджелес). С 1995 года живёт в США. Преподавал в Тринити-колледже (Хартфорд), в настоящее время ассоциированный профессор Дартмутского колледжа (Гановер, Нью-Гэмпшир).
В 1990-х подборки стихов Гронаса трижды публиковались в альманахе «Вавилон». В 2000 году в «Новом литературном обозрении» (№ 2000/5 (45)) вышли две работы Гронаса — перевод с французского статьи Пьера Бурдьё «Поле литературы» и критическая статья о философе. В 2002 дебютный поэтический сборник Гронаса «Дорогие сироты,» вышел в курируемой Михаилом Айзенбергом поэтической серии издательства «ОГИ» и принёс автору премию Андрея Белого. Полина Барскова дала ему следующую характеристику: «Перед нами поэтика бормотания, слова то ли прижимаются друг к другу, то ли прячутся друг за друга; слова-новобранцы, слова-заключённые, слова-будни, слова-сироты… Традиционное уже отсутствие заглавных букв и знаков препинания внезапно приобретает здесь смысл — на бесконечном сером заборе (вдоль которого шёл и шёл когда-то чеховский любитель арбузов) нет и не может быть ничего (отвле)развлекающего. Серый забор серых слов, соединённых серыми рифмами, — за ним живёт отрада в высоком терему и далее по тексту». Дмитрий Кузьмин увидел в этих стихах «стоическое созерцание мирового безумия» позднего Ходасевича и одновременно «лихорадочное заглядывание за его изнанку» позднего Мандельштама. Игорь Гулин («Коммерсантъ-Weekend»), говоря о передаваемом текстами Гронаса опыте существования на грани, за которой заканчивается жизнь, сравнивает их с колыбельной или молитвой. Второй сборник «Краткая история внимания» опубликован в 2019 году. Гулин видит в нём, кроме прочего, результаты взросления и выход на новый уровень понимания: «[Ч]еловек, который в каждом стихотворении был готов уйти, здесь готов остаться. Существование перед лицом смерти окончательно становится формой жизни».
В 2012 году Гронас опубликовал статью «Наизусть: о мнемоническом бытовании стиха», в которой провозглашал одним из свойств русской поэзии её приспособленность для запоминания и декламирования наизусть — в том числе в экстремальных условиях цензурных ограничений или тюремного заключения — через ритмические и мнемонические конструкции. Это свойство рецензенты отмечают и в стихах самого Гронаса, приобретающих ритм скороговорки.

## Публикации

### Поэтические сборники
- «Дорогие сироты,». — М.: ОГИ, 2002. — 78 с. — (Поэтическая серия клуба "Проект ОГИ"). — ISBN 5-94282-052-X.
- «Краткая история внимания». — М.: Новое издательство, 2019. — 68 с. — ISBN 978-5-98379-241-8.

### Научные публикации
- Just What Word Did Mandel’shtam Forget? A Mnemopoetic Solution to the Problem of Saussure’s Anagrams // Poetics Today. — 2009. — № 30/2. — P. 155—205. — ISSN 0333-5372. — doi:10.1215/03335372-2008-007.
- Why Did Free Verse Catch on in the West, but not in Russia? On the Social Uses of Memorized Poetry // Toronto Slavic Quarterly. — 2010. — № 33.
- Cognitive Poetics and Cultural Memory: Russian Literary Mnemonics. — Routledge, 2010. — P. 188. — (Routledge Research in Cultural and Media Studies). — ISBN 978-0415997379.
- Наизусть: о мнемоническом бытовании стиха // Новое литературное обозрение. — 2012. — № 2 (114). — ISSN 0869-6365.